# Hot Wheels (videojuego)
Hot Wheels es un videojuego de carreras desarrollado por A. Eddy Goldfarb & Associates, y publicado por Epyx para la Commodore 64. El juego fue presentado en junio de 1984, en el Summer Consumer Electronics Show de Chicago, y fue lanzado más tarde ese año. Hot Wheels es el primer videojuego basado en la línea de juguetes Hot Wheels, y fue comercializado por Epyx como parte de su serie Computer Activity Toys, que consiste en videojuegos basados en líneas de juguetes populares.

## Jugabilidad
Hot Wheels comienza cuando el jugador elige un vehículo. El jugador puede elegir entre varios vehículos Hot Wheels, o puede optar por crear un vehículo personalizado en su lugar. Los vehículos personalizados son creados por el jugador en una fábrica, donde el jugador elige el diseño de las secciones delantera, media y trasera del vehículo.
Una vez que se ha seleccionado un vehículo, el jugador puede conducir por una ciudad de desplazamiento lateral llena de varios minijuegos y actividades, incluida una pista de carreras, donde el jugador puede competir contra tres oponentes controlados por computadora; una autopista, donde el jugador puede ver cómo el vehículo elegido se conduce solo; Bob's Gas, donde el jugador controla a un mecánico y debe repostar el vehículo y revisar sus neumáticos; un lavado de autos, donde el vehículo se puede limpiar después de ensuciarse por conducir; un estacionamiento, donde el jugador puede estacionar el vehículo; y Super Tuner, donde el jugador puede hacer revisar el motor del vehículo. Otro minijuego permite al jugador tomar el control de un camión de bomberos, con el objetivo de extinguir un incendio.

## Recepción
Robert J. Sodaro de The Guide to Computer Living elogió el juego por su diversidad y su característica "divertida" de pintar vehículos, y escribió: "Los detalles logrados en los gráficos de este juego son algunos de los mejores que he visto". Roy Wagner de Computer Gaming World escribió que Hot Wheels "no es tan popular", y escribió que estaba "dirigido a un público más joven de unos siete". AllGame le dio a Hot Wheels tres estrellas de cinco.
Computer Gamer escribió: "En general, este es un gran juego para los niños más pequeños, cualquier persona mayor de 11 años lo encontraría muy cansado y repetitivo después de unas pocas jugadas. Y como no hay una puntuación como tal para comparar cada vez que juegas, hay ningún desafío continuo. El juego está obviamente diseñado para jugadores más jóvenes y, como tal, es excelente en lo que hace. [...] Buena presentación, buen sonido y gráficos, bueno para los niños pero para nadie más".
Zzap!64 le dio al juego una calificación general del 40 por ciento y lo llamó "un juego para los más jóvenes o aquellos que deseen recordar los 'buenos viejos tiempos'". Zzap! 64 calificó los gráficos como "brillantes y joviales, pero no muy bien dibujados", y elogió las "melodías razonables", pero criticó el juego por la falta de una jugabilidad interesante y duradera: "Bastante alegre durante una hora más o menos. Pero después de eso hay poco que hacer".
Ken McMahon de Commodore User le dio al juego una calificación de 5 sobre 10 y elogió la capacidad de construir un vehículo personalizado, calificándolo de "bastante divertido". Sin embargo, McMahon escribió: "Poner el auto en la carretera fue la única parte que realmente disfruté. Después de eso, las cosas se volvieron un poco mundanas. Básicamente, es solo un caso de conducir por la ciudad jugando a ser adultos". McMahon calificó el juego como "una buena compra si estás buscando algo para niños que quieren conducir por la ciudad como mamá y papá".